# Adorazione del Bambino (Honthorst)
L'Adorazione del Bambino è un dipinto del pittore del olandese Gerard van Honthorst realizzato circa nel 1619-1620 e conservato nella Galleria degli Uffizi a Firenze.

## Storia
Questo dipinto è uno dei cinque dipinti di Honthorst agli Uffizi, e tutti presentano uno stile tenebrista che mostra perché  in Italia
lo chiamano Gherardo delle Notti o Gerard of the Night. Presumibilmente questi furono tutti acquistati nel 1628 da Ferdinando II de' Medici del Gran Ducato di Toscana che era appena tornato da un viaggio nel Nord Europa e inviò un intermediario per indagare su "6 dipinti" che erano in vendita a Roma.

## Descrizione e stile
L'Adorazione del Bambino mostra una scena al chiaro di luna con Maria Vergine che posa il bambino in fasce. San Giuseppe  guarda dalla spalla di Maria il bambino e i due angeli si inchinano fino alla culla. La luce della luna è così riflessa nei volti  tanto che Gesù bambino è la fonte della luce. La tela ricorda le versioni precedenti di questo tema come la Natività di Gesù di Geertgen tot Sint Jans.
Il soggetto del Bambino come fonte di luce è stato utilizzato nuovamente da Honthorst in altri dipinti.

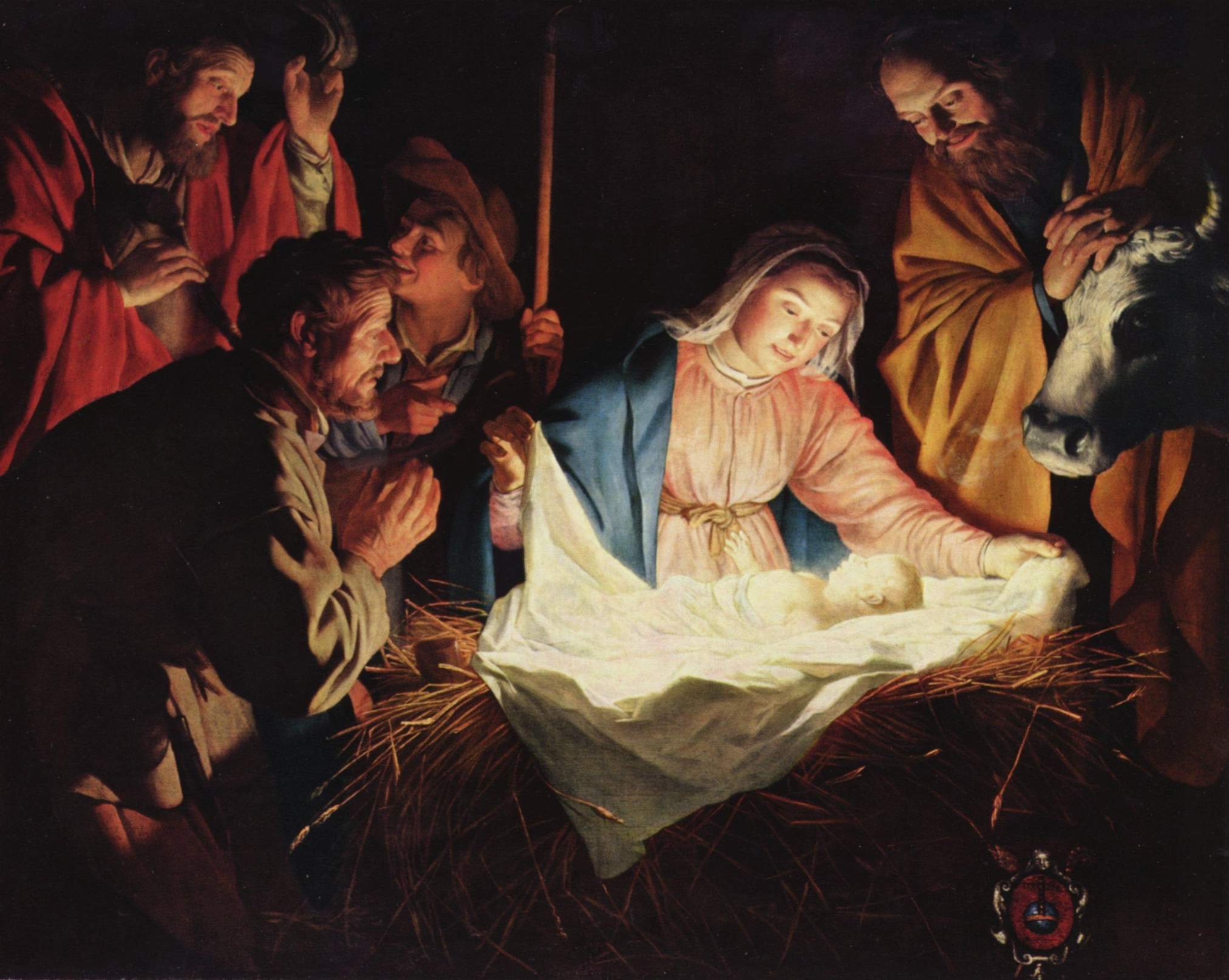
Adorazione dei pastori, 1622, Wallraf-Richartz Museum di Colonia
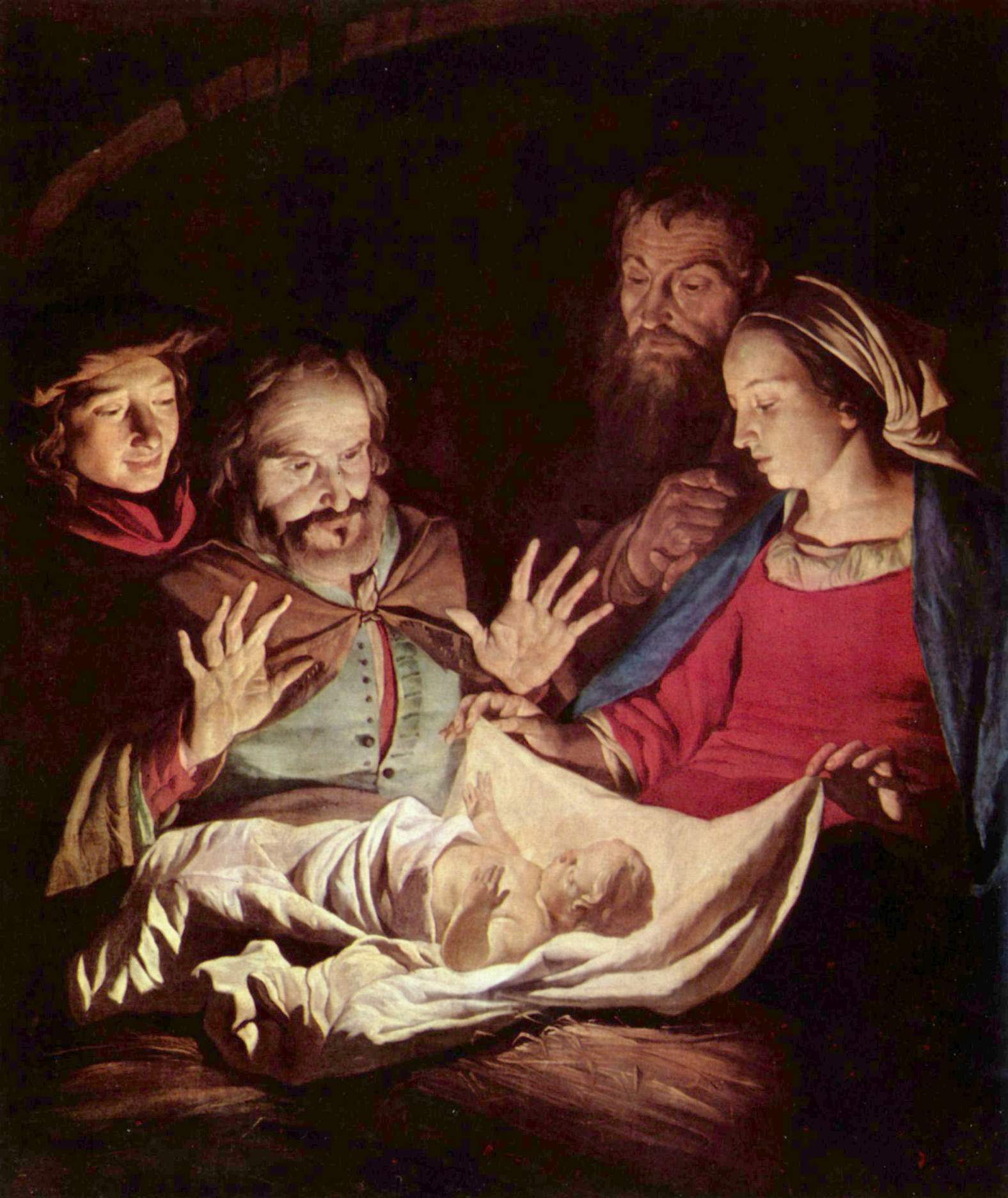
Adorazione dei pastori, Nantes, Museo delle belle arti